# 2015년 수스 테러

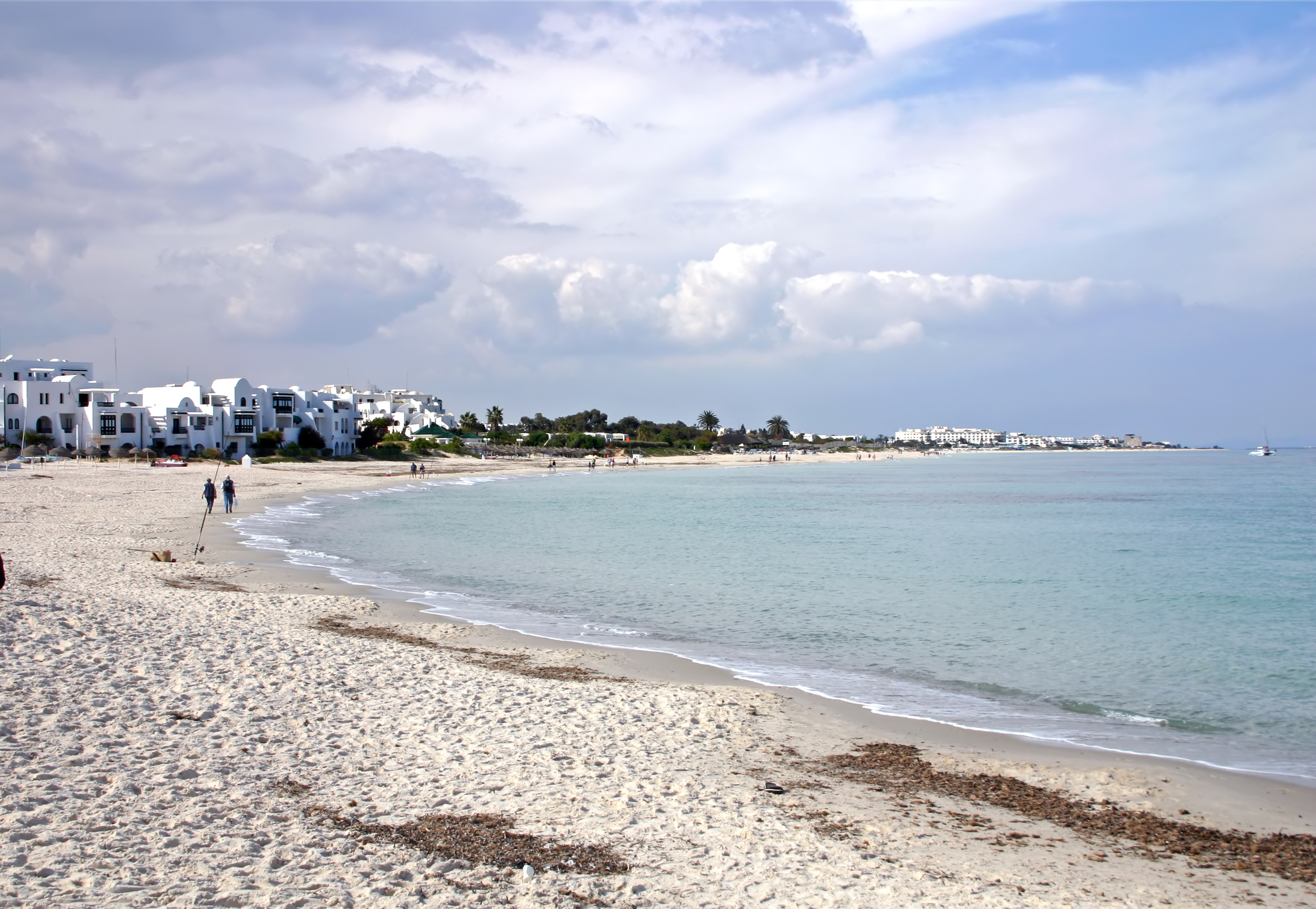

2015년 수스 공격은 2015년 6월 26일 튀니지 중부의 휴양지로 알려진 수스의 포트엘칸타오우이 지역의 리우 임페리얼 호텔과 소비바 호텔 및 해변에서 총격이 있었던 사건이다. 이 테러로 39명이 사망하고 40명이 부상당했다.
용의자는 대학생 세이페딘 레그쥐로 파라솔에 AK 소총을 숨기고 해변으로 접근해 일광욕을 즐기던 관광객에 난사했으며, 이슬람 국가(IS)는 테러가 자신들의 소행이라고 주장했다.

## 피해자
| 국적       | 사망 | 부상 | 합계 | 출처              |
| ---------- | ---- | ---- | ---- | ----------------- |
| 영국       | 30   | 24   | 54   | [ 2 ] [ 3 ] [ 4 ] |
| 아일랜드   | 3    | 0    | 3    | [ 5 ] [ 6 ]       |
| 독일       | 2    | 1    | 3    | [ 7 ] [ 8 ]       |
| 벨기에     | 1    | 3    | 4    | [ 9 ]             |
| 러시아     | 1    | 1    | 2    | [ 10 ]            |
| 포르투갈   | 1    | 0    | 1    | [ 11 ] [ 12 ]     |
| 튀니지     | 0    | 7    | 7    | [ 9 ]             |
| 우크라이나 | 0    | 1    | 1    | [ 13 ]            |
| 불명       | 1    | 3    | 4    |                   |
| 합계       | 39   | 40   | 79   | [ 14 ] [ 15 ]     |